# Herbert Deutsch
Herbert Deutsch (Baldwin, 9 de Fevereiro de 1933 - 9 de Dezembro de 2022) foi um compositor, inventor e educador estadunidense.
Foi professor emérito de música eletrônica e composição pela Universidade de Hofstra. É mais conhecido por ter co-inventado o sintetizador moog junto com Bob Moog na década de 1960.